# Wheaton (Illinois)
Wheaton település az Amerikai Egyesült Államok Illinois államában, DuPage megyében, melynek megyeszékhelye is. Lakosainak száma 53 970 fő (2020. április 1.).

## Népesség
A település népességének változása:

| 2020 | 53 970 |